# Trevor Wye

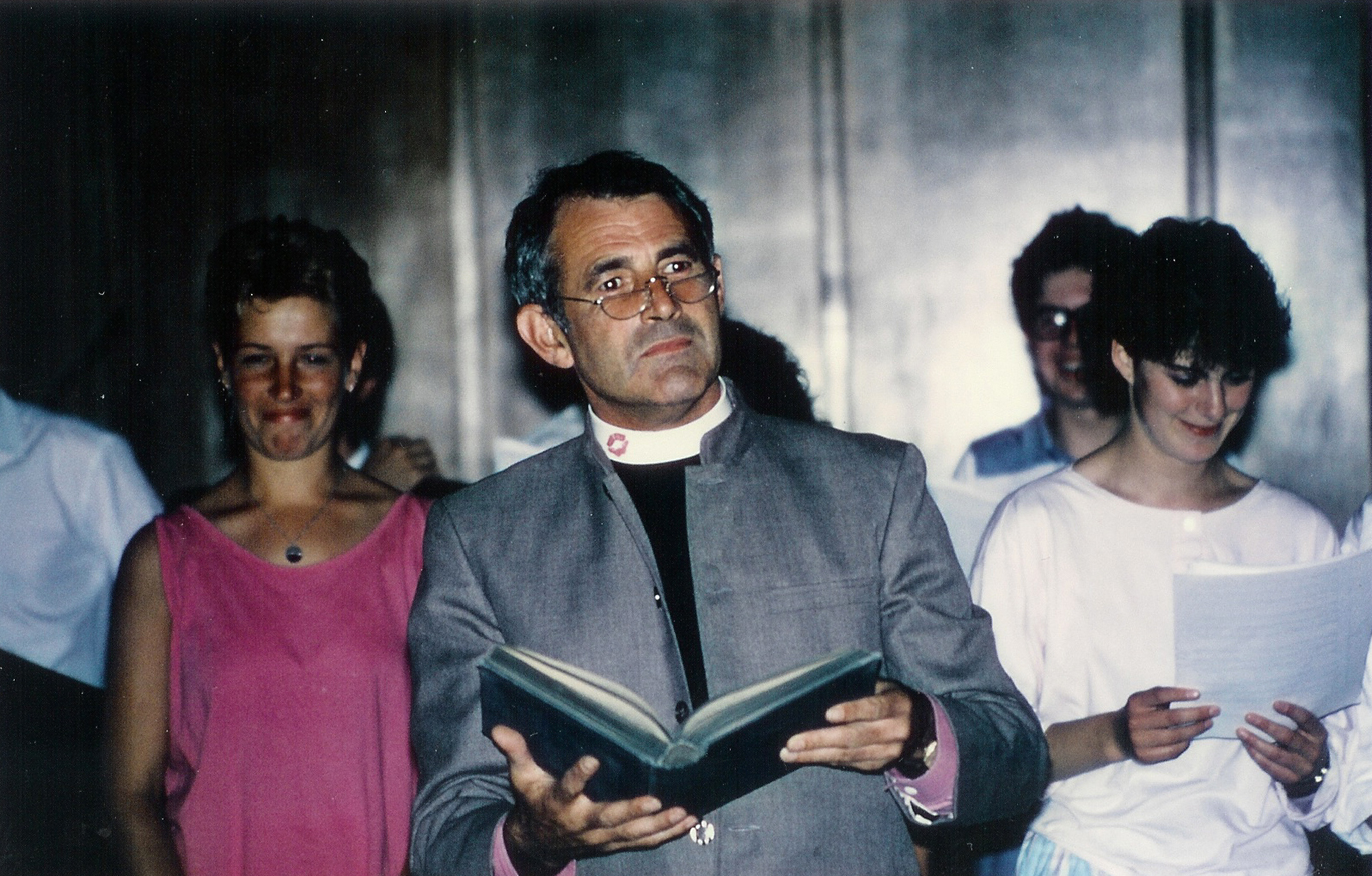
Trevor Wye

Trevor Dudley Kingsley Wye (* 6. Juni 1935 in Woking) ist ein englischer Flötist und Autor einschlägiger Lehrwerke.
Trevor Wye absolvierte kein herkömmliches Hochschulstudium, sondern nahm Privatunterricht bei den Flötisten Geoffrey Gilbert und Marcel Moyse. Danach wirkte er in verschiedenen Ensembles mit und lehrte an der Londoner Guildhall School of Music sowie 21 Jahre lang am Royal Northern College of Music in Manchester. 1990 erhielt er dort den Ehrentitel eines Honorary Fellow. Bis heute ist er als Interpret, Lehrer und Leiter von Meisterklassen auch international tätig.
Wye ist Gründer der British Flute Society und unter anderem Verfasser des sechsbändigen, in elf Sprachen übersetzten Practice Book for the Flute (deutsch: Flöte üben – aber richtig) sowie einer Biographie seines Lehrers Marcel Moyse. 